# Clube Atlético de Valdevez
El Atlético Valdevez es un equipo de fútbol portugués, localizado en la villa de Arcos de Valdevez, distrito de Viana do Castelo. Actualmente milita en la Liga Regional de Viana do Castelo.

## Palmarés
- Liga Regional de Viana do Castelo: 2

2016/17, 2023/24